# دزیتهانکوو
دزیتهانکوو (به ارمنی: Ձիթհանքով) یک شهرک در ارمنستان است که در استان شیراک واقع شده‌است.  در  کیلومتری شمال گیومری، مرکز استان شیراک واقع شده است.

## خصوصیات
دزیتهانکوو ۱٬۲۶۲ نفر جمعیت دارد و در ارتفاع  متر بالاتر از سطح دریا قرار گرفته است.